# Lithops
Lithops és un gènere de plantes suculentes amb 38 espècies pertanyents a la família de les aïzoàcies i originari de les regions àrides i semiàrides de l'Àfrica austral. També s'anomenen popularment plantes pedra, pedres vivents o pedres vives i el seu nom deriva del grec: lithos ('pedra') i ops ('forma').
És un dels gèneres més coneguts de la subfamília mesembriantemòidia (Mesembryanthemoideae), que inclou unes cinquanta espècies i va ser descrita per primera vegada el 1815 en el Catalogus geographicus pel botànic anglès William John Burchell (1781-1863), superintendent del Jardí Botànic de Santa Helena.

## Taxonomia
El gènere va ser descrit per Nicholas Edward Brown, i publicat en The Gardeners' Chronicle, 71: 44. 1922.1. L'espècie tipus n'és Lithops lesliei (N. E. Br.) N. E. Br.

## Descripció
El cos de la planta el formen un grup de dues fulles acoblades, dividides per una fissura per on apareixen les flors. Amb el pas dels anys, la planta pot generar nous parells de fulles. Cada parell de fulles forma el cos de la planta que té forma cilíndrica o cònica amb una superfície plana. De la fissura, entre les fulles, brollen, a finals del seu període vegetatiu, un nou parell de fulles, i conforme van emergint, les velles se'n van arrupint fins a convertir-se en un embolcall sec i es degraden. La coloració de les fulles varia segons l'espècie: són de diferents tons de verd, marró, gris...
La superfície de les fulles, que pot ser llisa o estriada, presenta "finestres" que corresponen a xicotetes zones transparents o translúcides sense clorofil·la, a través de les quals penetra la llum a la part de la planta que roman enterrada i on es troben els teixits encarregats de fer la fotosíntesi. Sovint i en algunes espècies, la superfície de la fulla presenta dissenys amb diferents tipus de marques, rubricacions i coloracions.
Les flors apareixen a la tardor i són blanques o grogues —en forma de margarida—, duren uns sis dies i poden ser més grans que el cos de la planta, s'obrin de vesprada i es tanquen en fer-se de nit. Són relativament fàcils de conrear, necessiten llum solar indirecta o bastant claredat i temperatures no inferiors a 10 °C. Els excessos de reg la perjudiquen i s'han d'evitar en període de floració. Es propaga fàcilment per llavors.

## Hàbitat natural
Els litops creixen de manera natural en àmplies zones de l'Àfrica austral: a Namíbia i Sud-àfrica, així com en xicotetes zones limítrofes a Botswana i possiblement a Angola. No s'han naturalitzat fora del seu hàbitat nadiu. Generalment creixen en un sòl molt sorrenc, substancialment lliure de matèria orgànica. No obstant això, el seu abast és bastant ampli —es pot trobar des del nivell del mar fins a 2.400 m sobre el nivell del mar—; això inclou desert (Namib), semidesert (Karoo, Namaqualand), estepes desèrtiques, màquies i prats secs (veld). Estes plantes es troben sovint en zones on el sòl està cobert completament de grava i pedres de diferents mides, a les quals s'assemblen, amb l'efecte de fer-les gairebé invisibles.
Estan documentades prop de mil poblacions individuals, cadascuna cobrix només una xicoteta àrea dels diferents biomes que ocupen. Sovint, les diferents espècies de litops creixen usualment en entorns restringits a un tipus particular de roca o mineral.

## Cultiu
El substrat que necessiten els litops en cultiu ha de ser una barreja de sòl sorrenc de xicotetes granulometries, molt pobre en matèria orgànica i molt drenat. Són preferibles els tests de fang, que no han de ser massa grans, ja que mantenen la humitat del substrat prou de temps i no s'hi corre el risc que el podriment afecte les plantes. Mai regarem durant el període de repòs hivernal, només a finals de l'hivern podrem polvoritzar lleugerament la planta si les plantes es veuen molt marcides; el període de creixement comença a mitjans de la primavera quan les fulles noves n'han absorbit completament les velles, llavors podrem reprendre els regs en profunditat una volta cada quinze dies depenent del temps, procurant observar quina és la necessitat hídrica de la planta. Necessiten llum solar indirecta i intensa durant els mesos calorosos (període de creixement); mentre que durant els mesos freds (període de repòs), quan les temperatures hivernals poden caure als 5-8 °C, poden suportar estar exposats a la llum solar directa.
La propagació es realitza fonamentalment de març a maig a partir de llavors. Les sembrarem en tests i les mantindrem al mateix lloc fins que tinguen més d'un any d'edat; si les trasplantem abans, podem danyar les seues fines arrels. Les plàntules s'han de mantindre en un lloc molt il·luminat, però no al sol directe durant els primers quatre mesos i el substrat ha d'estar permanentment humit. Posteriorment, anirem acostumant-les un parell d'hores al dia al sol directe i deixarem que el substrat s'asseque entre regs. Al cap d'un any i després del trasplantament, ja poden tractar-se igual que les plantes adultes, tenint en compte sempre la particularitat i les limitacions lligades a la seva xicoteta mida.

## Taxonomia
- Lithops amicorum
- Lithops aucampiae
- Lithops bromfieldii
- Lithips coleorum
- Lithops comptonii
- Lithops dinteri
- Lithops divergens
- Lithops dorotheae
- Lithops francisci
- Lithops fulviceps
- Lithops gesinae
- Lithops geyeri
- Lithops gracilidelineata
- Lithops hallii
- Lithops helmutii
- Lithops hermetica
- Lithops herrei
- Lithops hookeri
- Lithops julii
- Lithops karasmontana
- Lithops leliei
- Lithops marmorata
- Lithops meyeri
- Lithops naureeniae
- Lithops olivacea
- Lithops optica
- Lithops otzeniana
- Lithops pseudotruncatella
- Lithops ruschiorum
- Lithops salicola
- Lithops schwantesii
- Lithops steineckeana
- Lithops terricolor
- Lithops vallis-mariae
- Lithops verruculosa
- Lithops villetii
- Lithops viridis
- Lithops werneri

## Galeria d'imatges

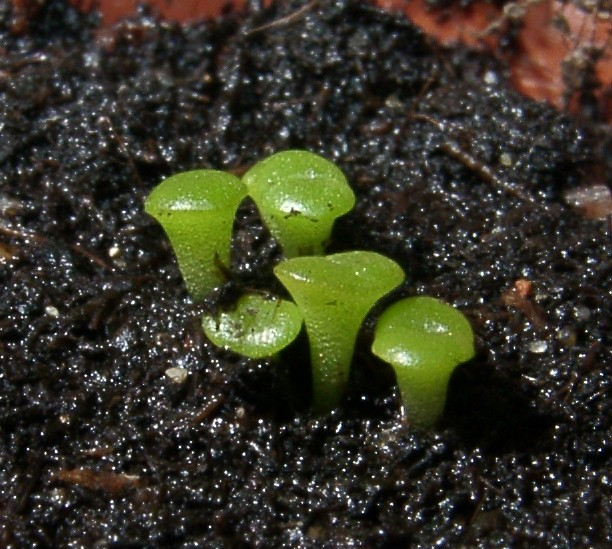
Plàntules de Lithops aucampiae de cinc dies
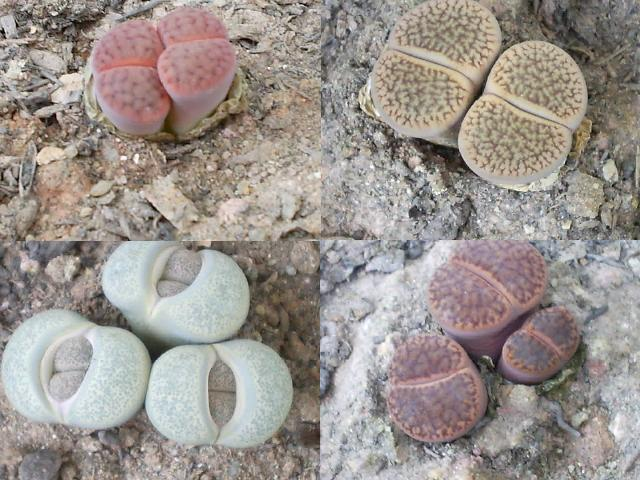
Diverses espècies de Lithops
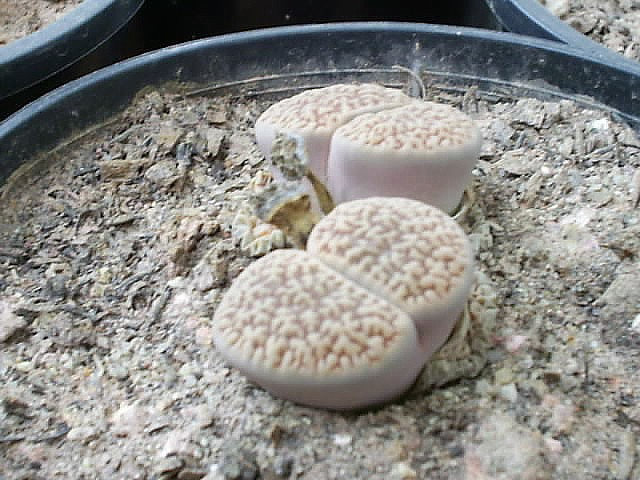
Lithops hookeri
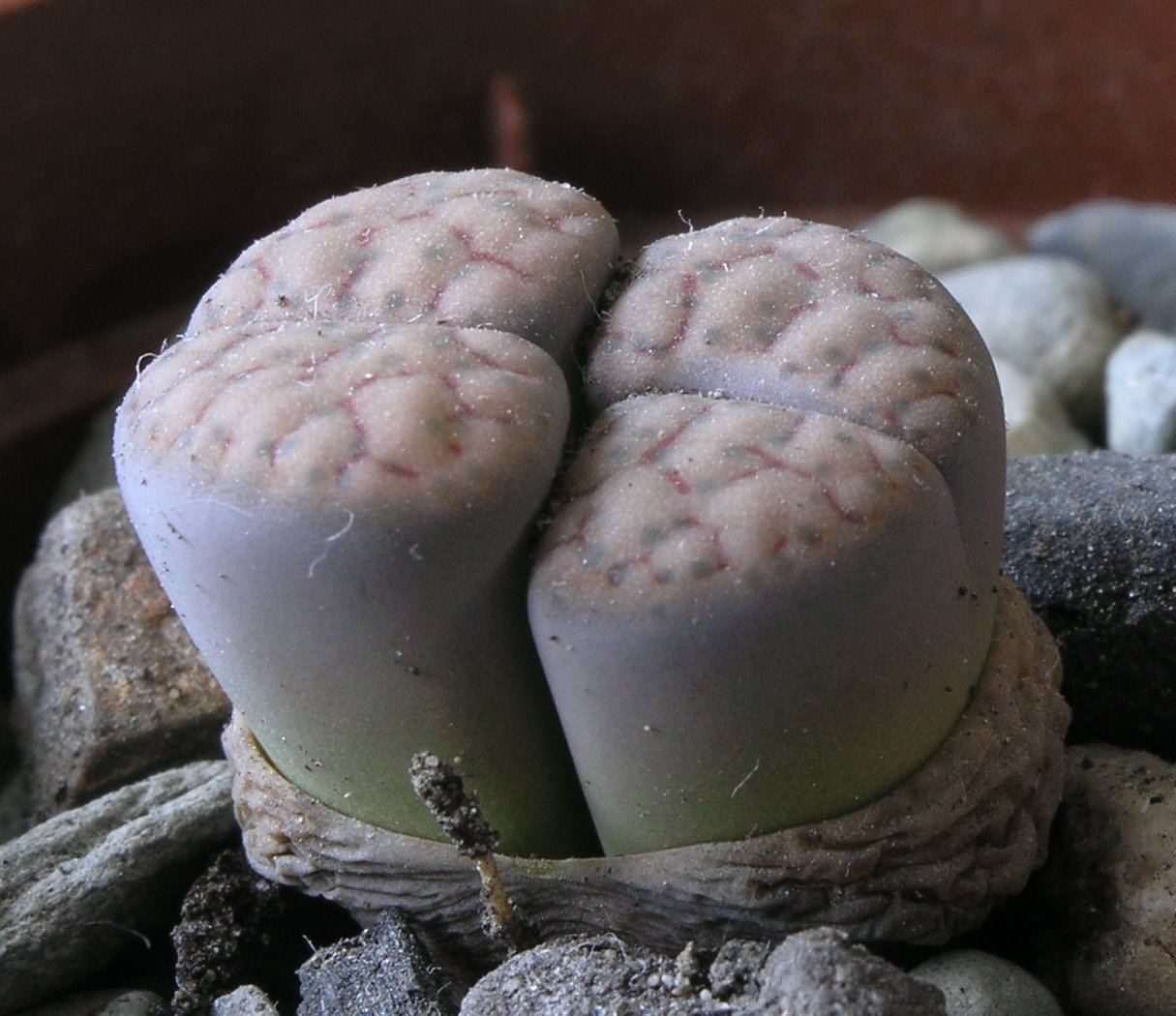
Lithops schwantesii
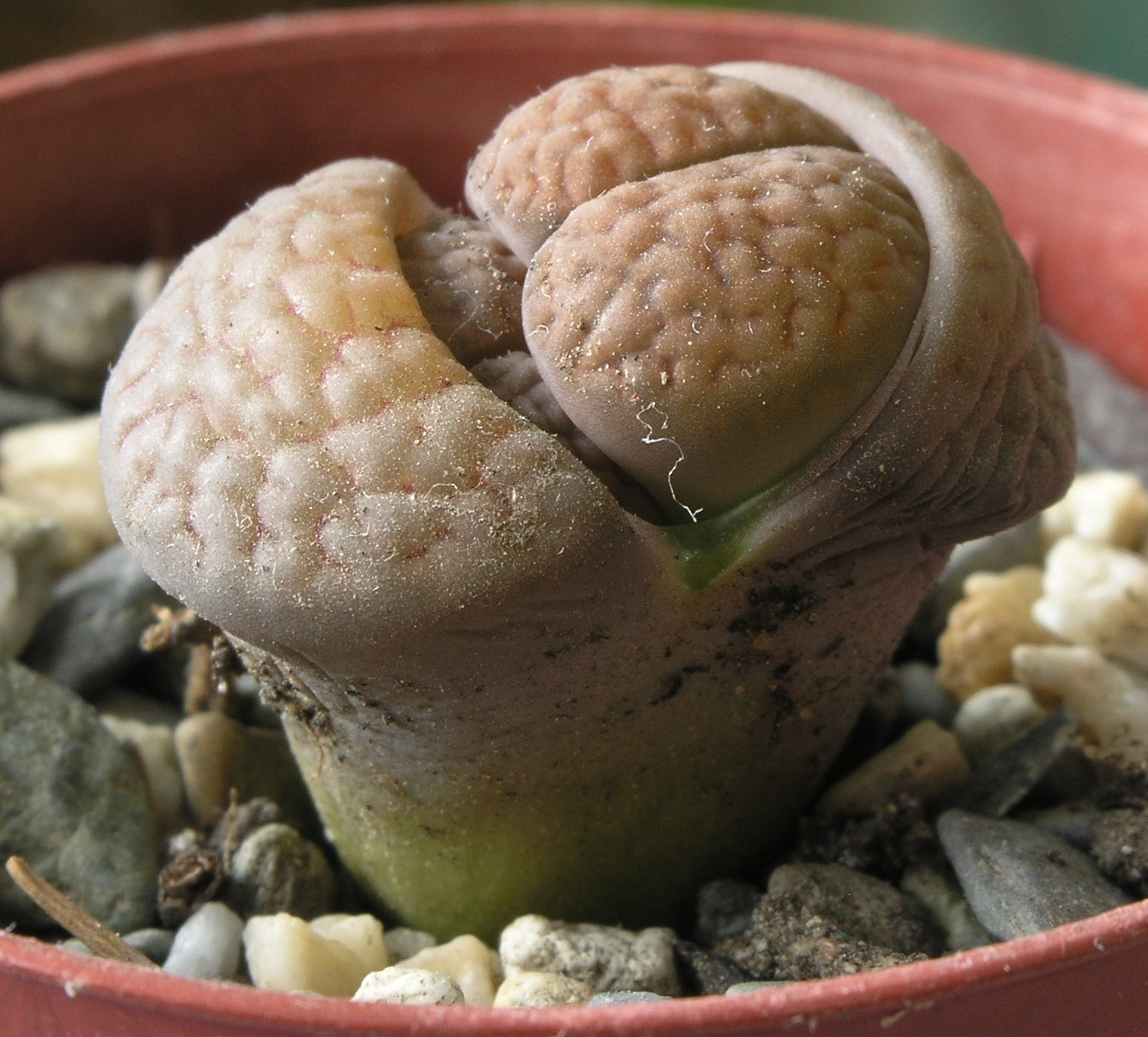
L. hookeri
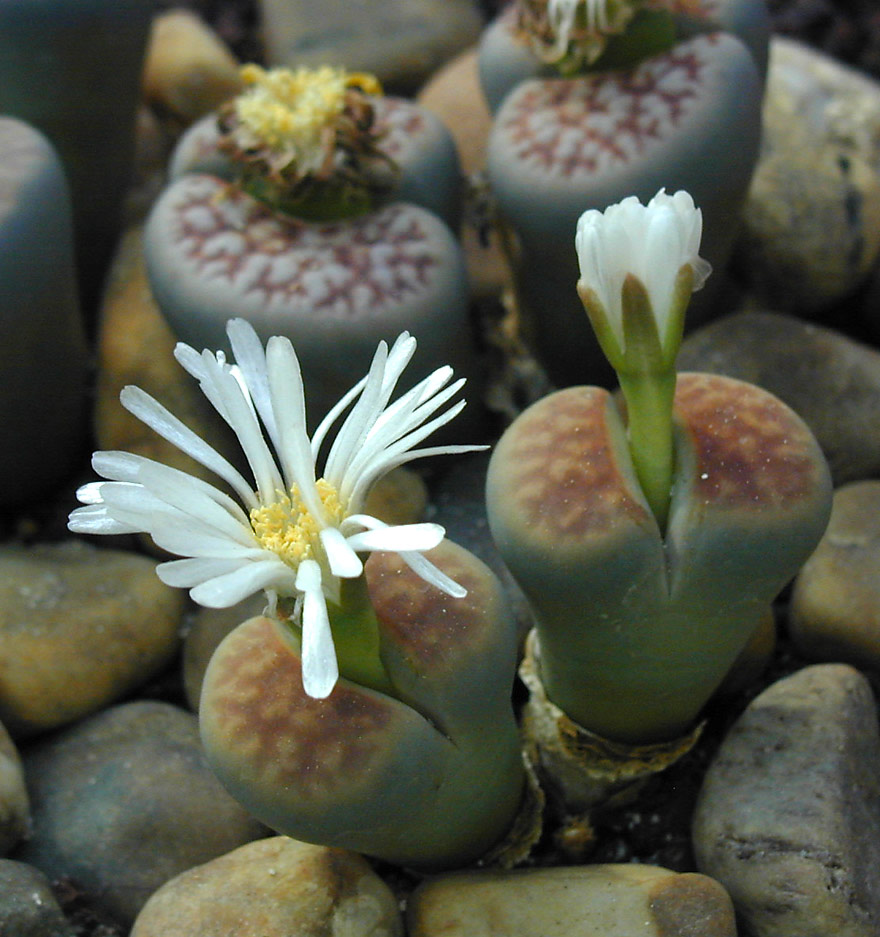
Lithops karasmontana
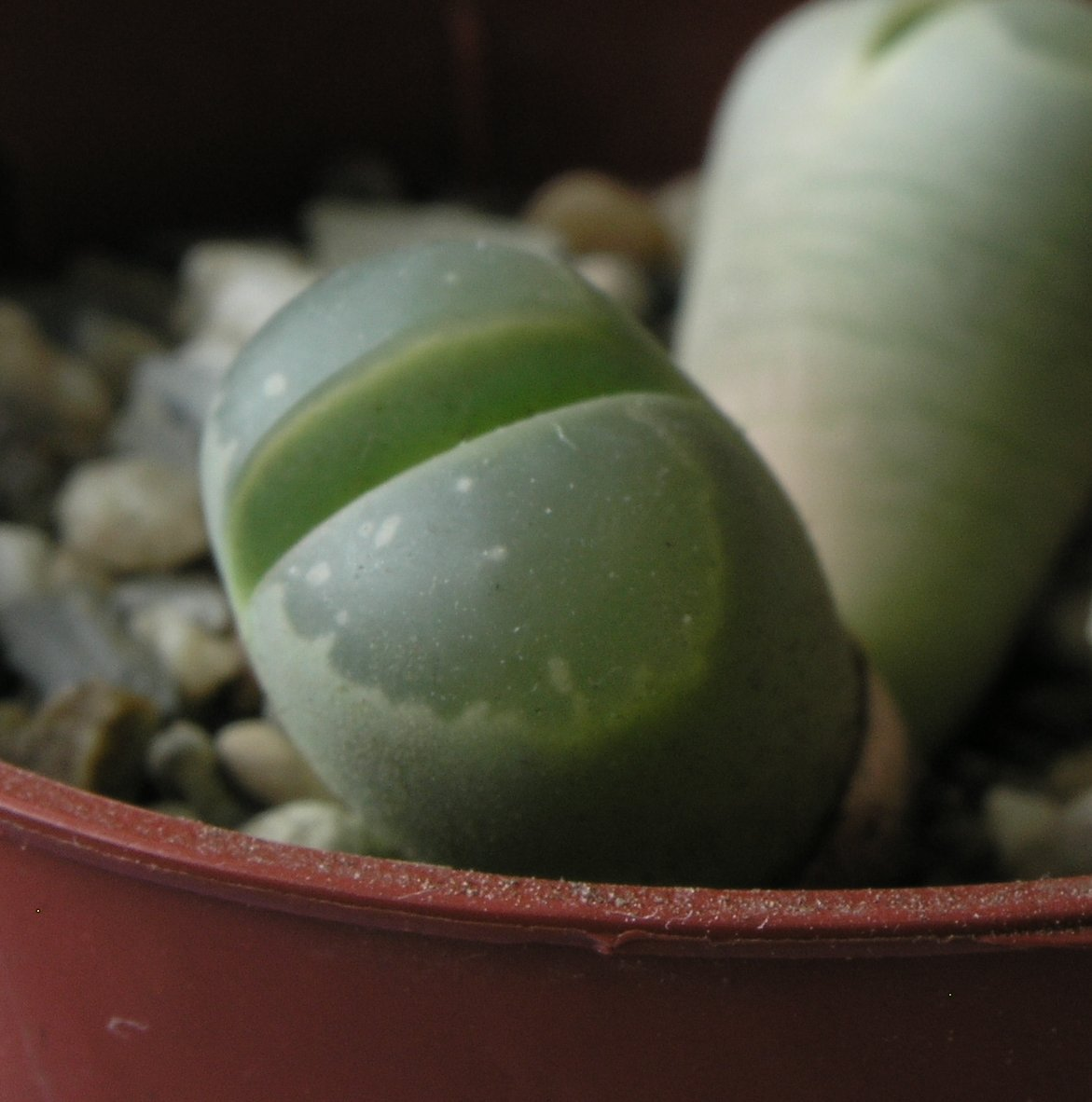
Lithops olivacea
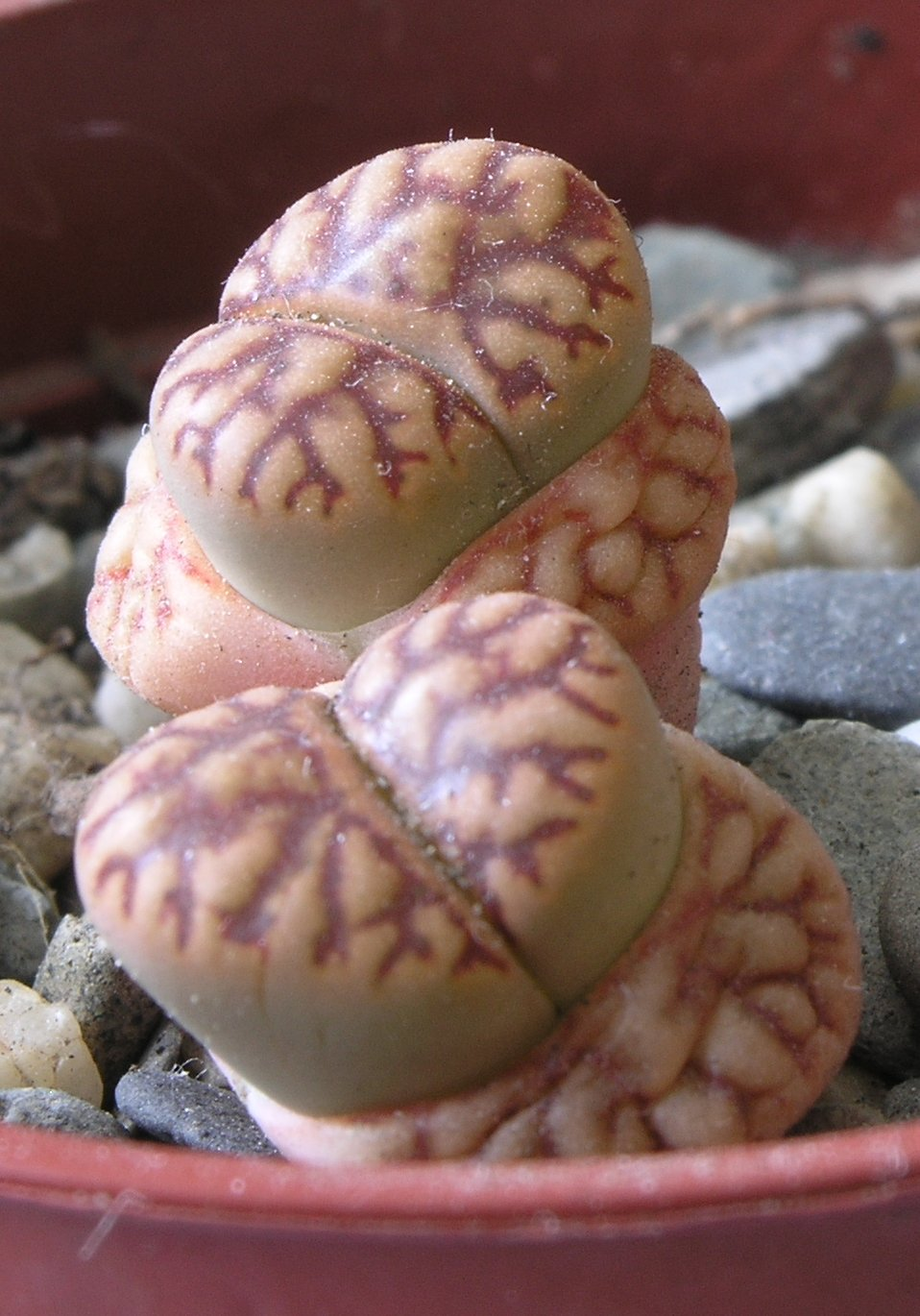
Lithops bromfieldii
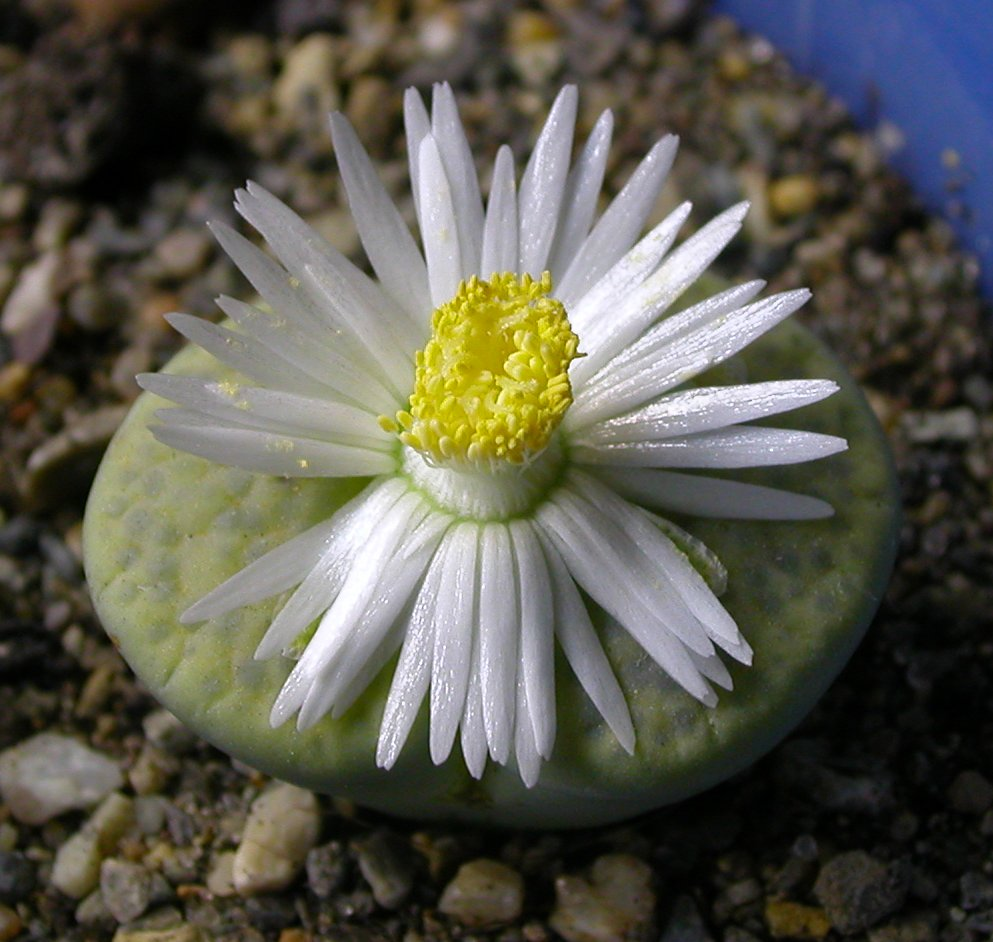
Lithops fulviceps
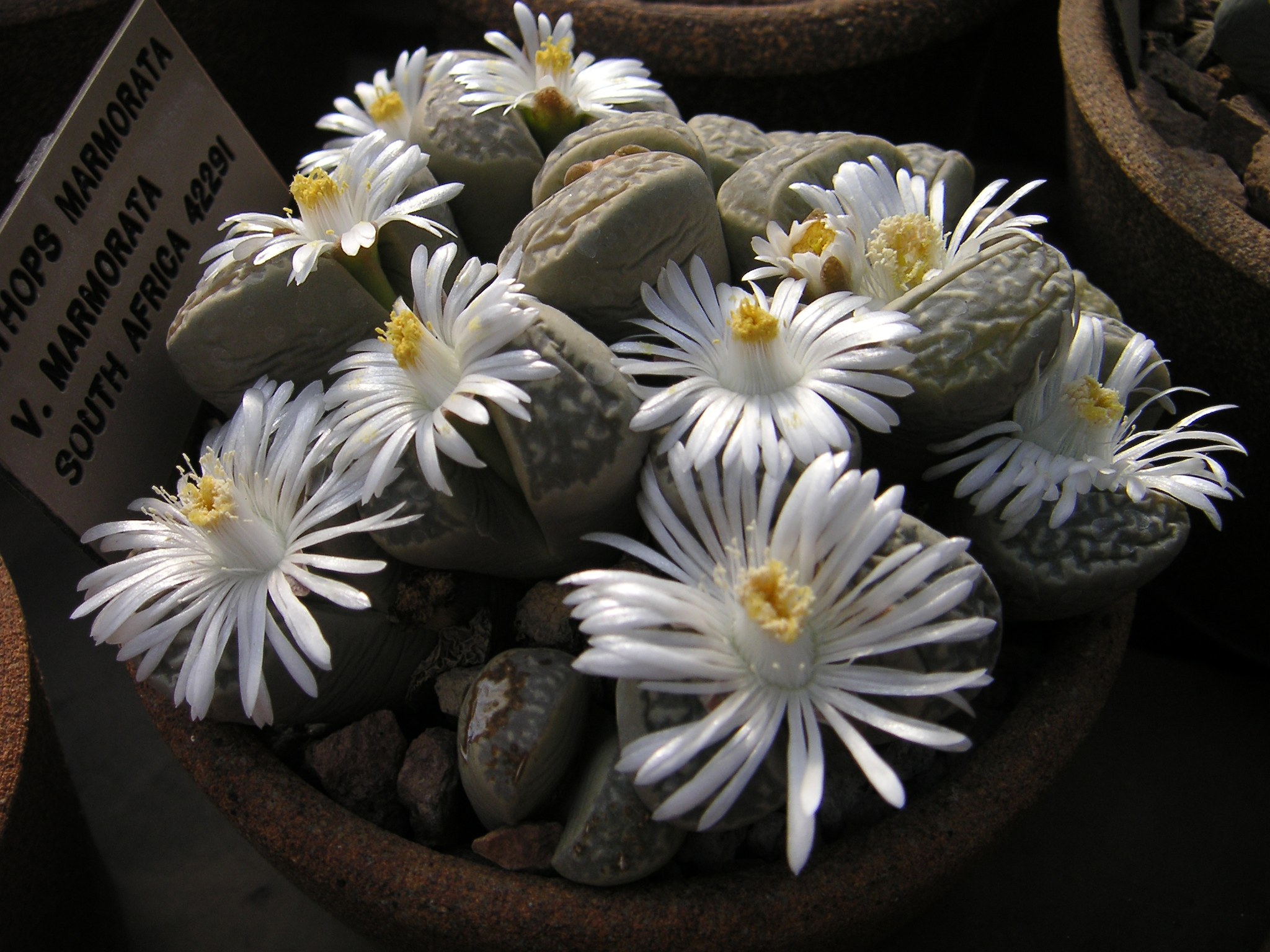
Lithops marmorata
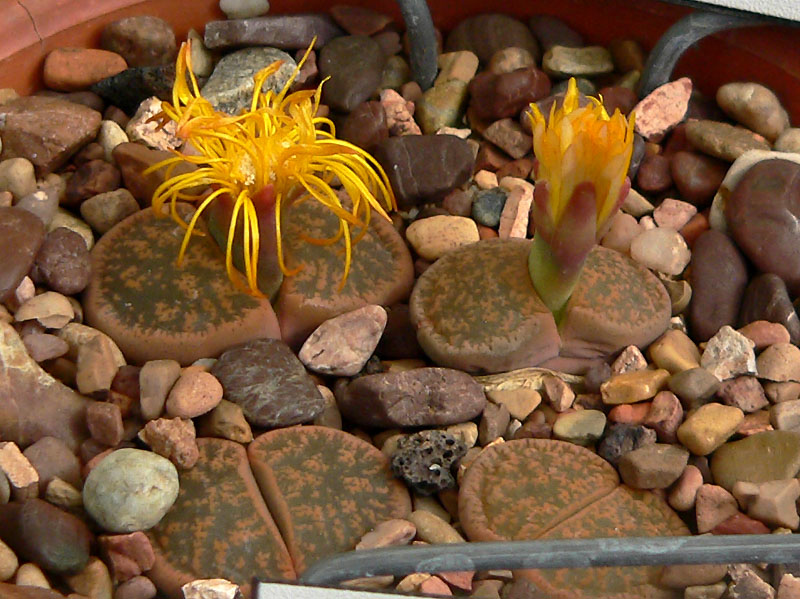
Lithops lesliei
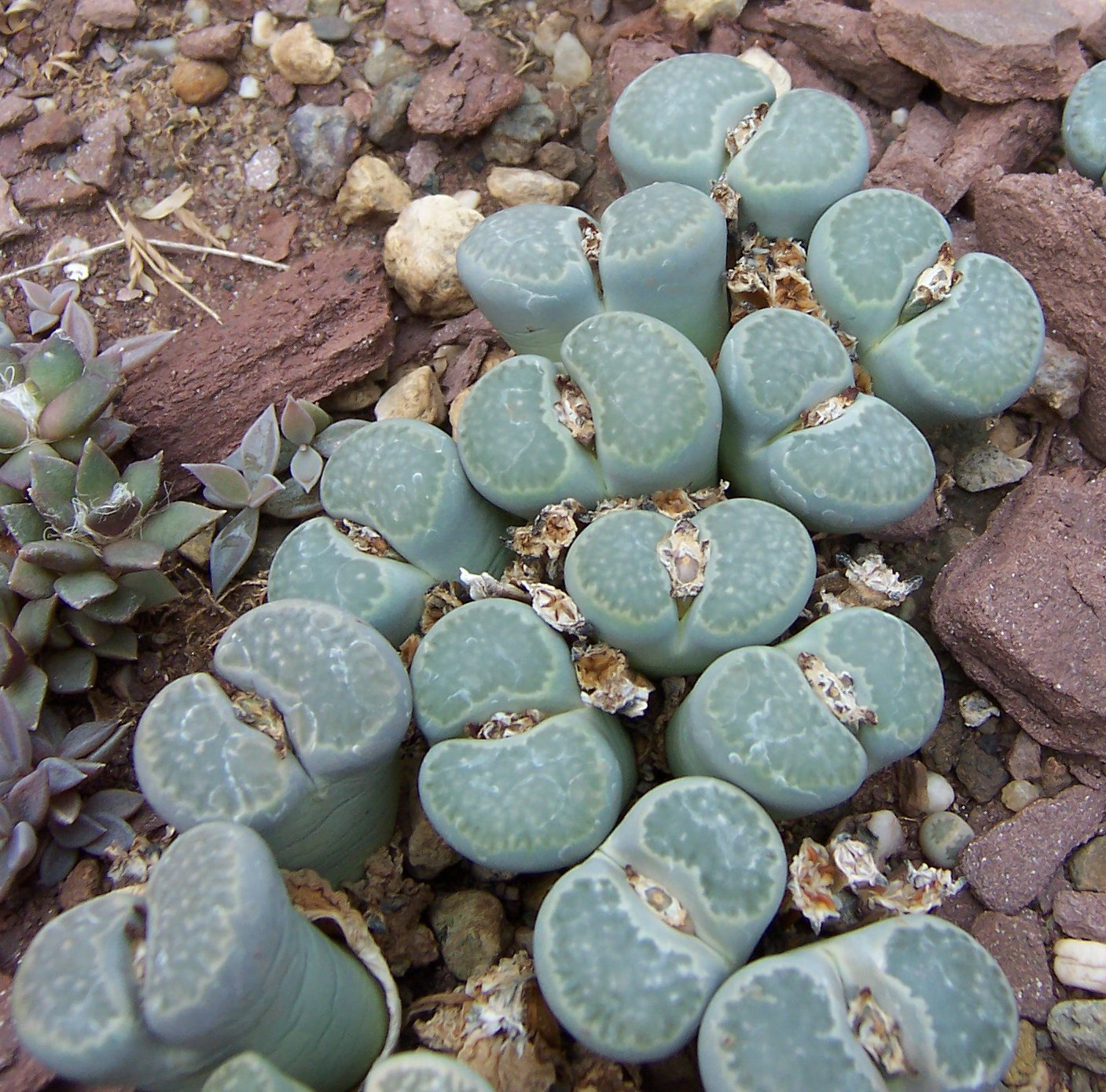
Lithops salicola